# روان‌شناسی تفاوت‌های فردی
روان‌شناسی تفاوت‌های فردی یا روانشناسی افتراقی (به انگلیسی: Differential Psychology) شاخه‌ای از روان‌شناسی است که به بررسی شیوه‌هایی‌های که در آن‌ها افراد در رفتار با یکدیگر متفاوتند می‌پردازد. این زیرشاخه از روان‌شناسی از سایر ابعاد این علم متمایز شده‌است٬ هرچند  که روان‌شناسی علم مطالعه انسان‌ها است٬ اما روان‌شناسان نوین بیشتر به مطالعه گروه‌های انسانی یا پایه‌های بیولوژیکی شناخت اقدام می‌کنند. به عنوان مثال، در ارزیابی اثربخشی هر  درمان جدیدی ، متوسط عملکرد درمان در یک گروه درمانی ممکن است با متوسط اثر دارونما ( یا یک درمان شناخته شده ) در گروه شاهد دوم مقایسه شود. در این زمینه، در حقیقت تفاوت بین افراد در واکنش خود نسبت به آزمودنی و به دستکاری تجربی بیشتر به عنوان اشتباهات آزمون محاسبه شده تا پدیده‌ای در خور مطالعه و دلیل آن این است که پژوهش‌های روان‌شناختی وابسته به کنترل‌های آماری‌ای است که تنها بر گروه‌هایی از مردم تعریف می‌شوند. روان‌شناسان تفاوت‌های فردی٬ معمولاً به بررسی اشخاص٬ به شکل مطالعه گروه‌هایی برپایه اشتراک تفاوت‌هایی که با دیگران دارند می‌پردازد.